# Para tenis de masă

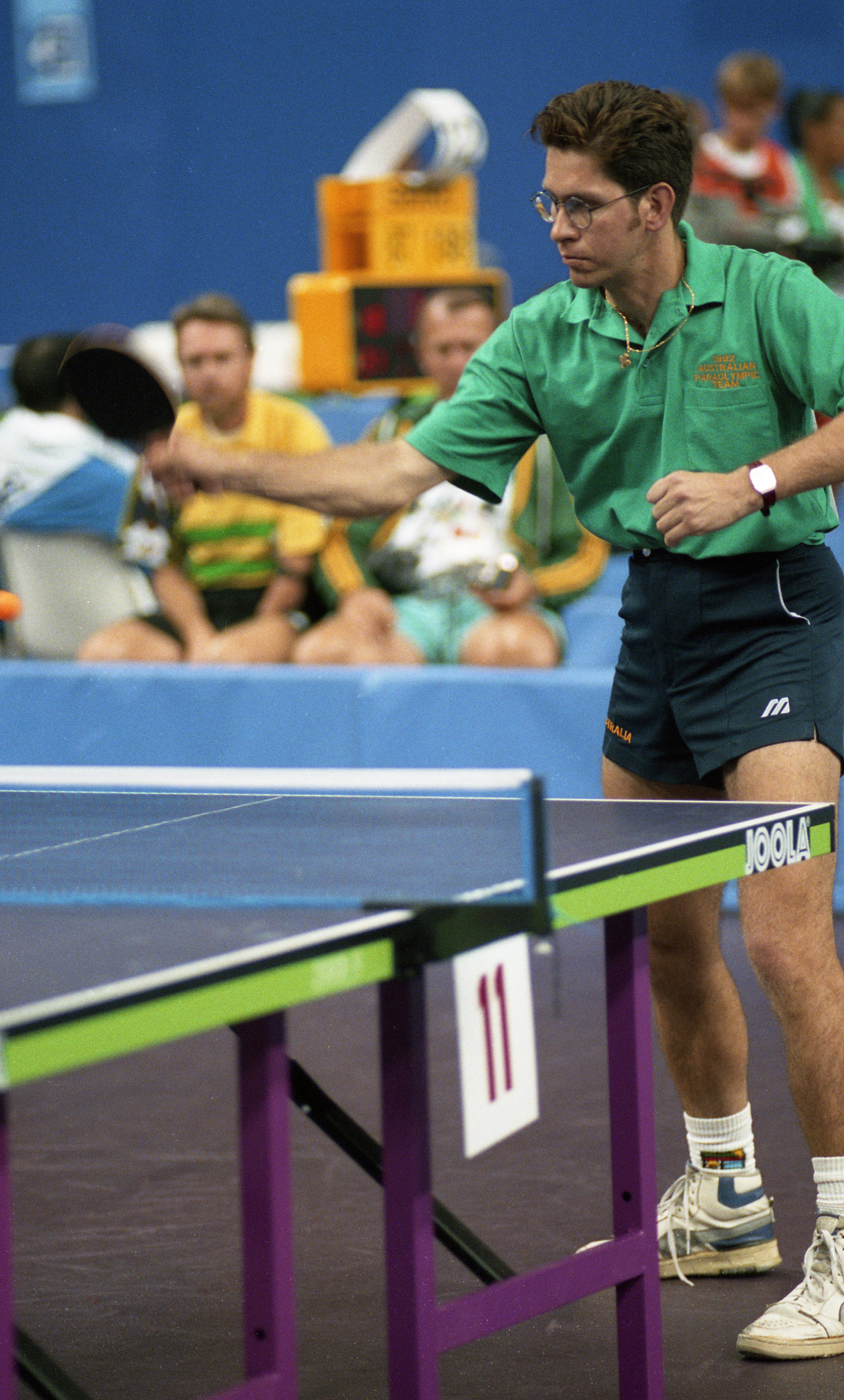
Tenis de masă la Jocurile Paralimpice de vară din 1992.

Para tenisul de masă este un parasport care urmează regulile stabilite de Federația Internațională de Tenis de Masă (ITTF). Regulile obișnuite de tenis de masă sunt în vigoare cu mici modificări pentru sportivii în scaun cu rotile. Pot participa sportivi din diferite grupurile cu dizabilități. Sportivii primesc clasificări între 1 și 11. Clasele 1–5 sunt pentru cei în scaune cu rotile și clasele 6–10 pentru cei care au dizabilități care le permit să joace în picioare. În cadrul acestor grupuri, cu cât o clasificare mai mare înseamnă că sportivul are mai multe funcții. Clasa 11 este definită pentru jucătorii cu dizabilități intelectuale.

## Clasificare
Rolurile clasificării sunt de a determina eligibilitatea pentru a concura pentru sportivii cu dizabilități și de a grupa sportivii în mod echitabil pentru a concura. Sportivii sunt grupați în funcție de capacitatea funcțională, ca urmare a deficiența lor.

### Clasificarea în șezut
- Clasa 1 :
Fără echilibru în șezut cu reducere severă a funcției în brațul cu care joacă.
- Clasa 2 :
Fără echilibru în șezut cu reducerea funcției în brațul cu care joacă.
- Clasa 3 :
Fără echilibru, deși partea superioară a trunchiului poate prezenta activitate.
Brațe normale, deși unele pierderi motorii ușoare pot fi găsite în mâna de joc fără un efect semnificativ asupra abilităților de a juca tenis de masă.
Brațul care nu se joacă menține trunchiul în poziție.
- Clasa 4 :
Echilibrul de șezut existent, deși nu este optim din cauza ancorajului (stabilizării) inexistente a pelvisului.
- Clasa 5 :
Funcția normală a mușchilor trunchiului.

### Clasificare în picioare

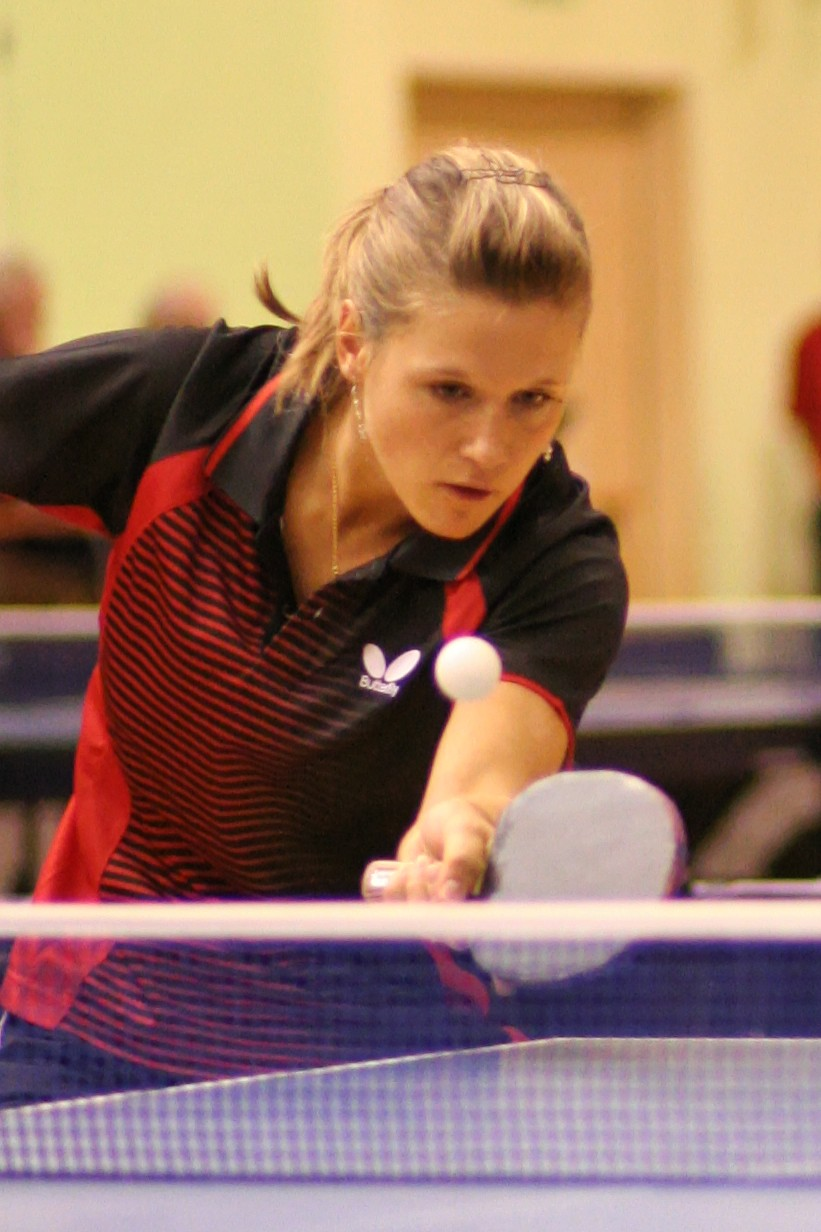
Natalia Partyka, de patru ori olimpică, participă la evenimentele de clasa 10 la turneele para tenis de masă.

- Clasa 6 :
Tulburări severe ale picioarelor și brațelor.
- Clasa 7 :
Tulburări foarte severe ale picioarelor (echilibrul static și dinamic slab) sau tulburări severe până la moderate ale brațului de joc sau deficiențe combinate de brațe și picioare mai puțin severe decât în clasa 6.
- Clasa 8 :
Deficiențe moderate ale picioarelor sau deficiențe moderate ale brațului de joc (având în vedere că controlul cotului și umerilor este foarte important) sau paralizie cerebrală moderată, hemiplegie sau diplegie cu braț bun de joc.
- Clasa 9 :
Tulburări ușoare ale piciorului (picioarelor) sau deficiențe ușoare ale brațului de joc sau deficiențe severe ale brațului care nu joacă, sau paralizie cerebrală ușoară cu hemipareză sau monoplegie.
- Clasa 10 :
Tulburări foarte ușoare ale picioarelor sau afectarea foarte ușoară a brațului de joc sau
afectarea severă până la moderată a brațului care nu joacă, sau afectarea moderată a trunchiului.
- Clasa 11 :
Pentru jucătorii cu dizabilități intelectuale.

## Regulile tenisului de masă în scaun cu rotile
Nu există excepții de la reguilile tenisului de masă pentru jucătorii în picioare cu dizabilități. Toți jucătorii joacă în conformitate cu legile și regulamentele ITTF. Arbitrul poate relaxa cerințele pentru un serviciu corect dacă respectarea este împiedicată de dizabilitate fizică.

### Serviciu
Dacă receptorul este în scaun cu rotile, serviciul se va desfășura în următoarele circumstanțe:
1. După atingerea terenului primitorului, mingea revine în direcția fileului.
2. Mingea se odihnește pe terenul primitorului.
3. La simplu, mingea părăsește terenul primitorului după ce o atinge de oricare dintre liniile sale laterale.

Dacă receptorul lovește mingea înainte ca aceasta să treacă pe linia laterală sau să efectueze o a doua săritură pe partea sa a suprafeței de joc, serviciul este considerat bun și nu se cere reluarea.

### La dublu
În cazul în care doi jucători în scaun cu rotile formează o pereche care joacă dublu, primul care execută serviciul este cel care îl execută, iar cel care îl primește este cel care îl returnează. Cu toate acestea, nicio parte a scaunului cu rotile al unui jucător nu trebuie să depășească prelungirea imaginară a liniei centrale a mesei. Dacă o face, arbitrul acordă punctul perechii adverse.

### Pozițiile membrelor
Dacă ambii jucători sau perechi sunt într-un scaun cu rotile, jucătorul sau perechea marchează un punct dacă:
1. adversarul nu menține un contact minim cu scaunul sau cu perna (pernele), cu partea din spate a coapsei, atunci când mingea este lovită.
2. adversarul atinge masa cu una dintre mâini înainte de a lovi mingea.
3. suportul pentru picioare sau piciorul adversarului atinge podeaua în timpul jocului.

### Scaune cu rotile
Scaunele cu rotile trebuie să aibă cel puțin două roți mari și o roată mică. În cazul în care roțile scaunului rulant al jucătorului devin dislocate și scaunul rulant nu are mai mult de două roți, atunci jocul trebuie oprit imediat și un punct trebuie acordat adversarului său.
Înălțimea uneia sau a maxim două perne este limitată la 15 cm în condiții de joc fără alte adăugări la scaunul cu rotile. În evenimentele de echipă și de clasă, nicio parte a corpului de deasupra genunchilor nu poate fi atașată de scaun, deoarece acest lucru ar putea îmbunătăți echilibrul.

## Echipament și condiții de joc
În mod normal, un jucător nu poate purta nicio parte a unui trening în timpul jocului. Un jucător cu dizabilități fizice, fie într-un scaun cu rotile, fie în picioare, poate purta porțiunea de pantaloni a unui trening în timpul jocului, dar blugii nu sunt permiși.
Picioarele mesei trebuie să aibă cel puțin 40cm de la linia de capăt a mesei pentru jucătorii în scaun cu rotile. În competițiile internaționale, spațiul de joc nu este mai mic de 14m lungime, 7m lățime și podeaua nu trebuie să fie din beton. Spațiul pentru evenimentele în scaunul cu rotile poate fi redus la 8m lungime și 6m lățime. Pardoseala poate fi din beton pentru evenimente cu scaune cu rotile, ceea ce este interzis cu alte ocazii.

## Concursuri
Sunt recunoscute 5 niveluri de competiții internaționale. Factorul turneului este numărat în sistemul de creditare al turneului utilizat în scopul calificării unor turnee. Jucătorii care participă la campionatele regionale (Fa50) câștigă 50 de puncte credit. Creditul pentru turnee pentru Jocurile Paralimpice de vară din 2012 este de 80 de puncte credit, care trebuie atinse într-o perioadă care începe de la 4 noiembrie 2010 până la 31 decembrie 2011. De asemenea, este necesar un credit minim de turneu pentru calificarea la Campionatele Mondiale de Para Tenis de Masă.
| Concursuri                                                        | Factor | Sanctionat de                                             | Ciclul concursurilor sancționate |
| ----------------------------------------------------------------- | ------ | --------------------------------------------------------- | -------------------------------- |
| Jocurile Paralimpice de vară                                      | Fa100  | IPC                                                       | Cvadriena, anul 0                |
| Campionatele Mondiale de Para Tenis de Masă                       | Fa80   | ITTF                                                      | Cvadriena, anul 2                |
| Campionatele Regionale ( Africa, America, Asia, Europa, Oceania ) | Fa50   | Divizia de tenis de masă ITTF para Asociații continentale | Bienala, anul 1 și 3             |
| Turnee Internaționale                                             | Fa40   | Divizia de tenis de masă ITTF para                        | Anual                            |
| Turnee Internaționale                                             | Fa20   | Divizia de tenis de masă ITTF para                        | Anual                            |

## Jucători importanți
- Ibrahim Hamadtou, campion egiptean clasa 6, este unul dintre cei mai cunoscuți jucători de tenis de masă paralimpici, de când videoclipul său de pe YouTube a devenit viral.[13] Hamadtou a câștigat multe premii, inclusiv medalii de argint la Campionatele africane de tenis de masă organizate în 2013 și 2011. Își ține racheta cu gura.
- Natalia Partyka, de patru ori olimpică, participă la evenimentele de clasa 10 la turneele para tenis de masă, reprezentând Polonia. Născută fără mână și antebraț drept, ea participă la competiții pentru sportivi apți, precum și la competiții pentru sportivi cu dizabilități. Partyka a ajuns în ultimele 32 de la Londra 2012 olimpic de tenis de masă feminin.
- Camelia Ciripan, prima sportivă de para tenis de masă româncă medaliată la Campionatul Mondial de Para Tenis de Masă din 2022 și Jocurile Paralimpice de vară din 2024.